# Головня, Андрей Михайлович
Андре́й Миха́йлович Головня́ (укр. Андрій Михайлович Головня; 2003, Великая Круча) — украинский военнослужащий, младший сержант, участник российско-украинской войны. Герой Украины (2024).

## Биография
Родился в 2003 году в селе Великая Круча Пирятинского района Полтавской области. Во время учёбы на втором курсе Национального университета физического воспитания и спорта Украины, в октябре 2022 года добровольно вступил в ряды Вооружённых сил Украины.
Служит командиром отделения-оператором 5-й батареи противотанковых управляемых ракет 209-го отдельного противотанкового дивизиона в составе 43-й отдельной артиллерийской бригады. Отличился как командир противотанкового расчёта, лично уничтожив 18 МТ-ЛБ, 16 БМП и 44 танка.

## Награды
- Звание «Герой Украины» с удостоением ордена «Золотая Звезда» (23 августа 2024) — за личное мужество и героизм, проявленные в защите государственного суверенитета и территориальной целостности Украины, верность военной присяге[1].
- Орден «За мужество» III степени (2023) — за личное мужество и самоотверженные действия, проявленные в защите государственного суверенитета и территориальной целостности Украины, верность военной присяге.